# Pierre Kunde
Pierre Kunde Malong (Limbé, 26 de julio de 1995) es un futbolista camerunés que juega en la demarcación de centrocampista para el Khor Fakkan Club de la UAE Pro League.

## Biografía
Debutó como futbolista en 2014 con el Atlético de Madrid "B" en la Segunda División B de España en un partido contra el Real Madrid Castilla C. F. en la primera jornada de liga. Jugó un total de 28 partidos en su primera temporada con el equipo, y 36 en su segundo año. En 2016 se marchó en calidad de cedido al Extremadura U. D., donde jugó 33 partidos. En la temporada 2017/18 volvió a marcharse en calidad de cedido al Granada C. F.
El 6 de julio de 2018 fue traspasado al Maguncia 05, desvinculándose así del Atlético de Madrid. En Alemania jugó durante tres temporadas hasta su marcha en junio de 2021 al Olympiacos de El Pireo. En este equipo estuvo año y media antes de volver a Alemania para jugar en el VfL Bochum hasta junio de 2023. Pasado ese tiempo regresó a Grecia y en septiembre fue cedido al Atromitos de Atenas. Después de esta cesión, en septiembre de 2024 se fue a los Emiratos Árabes Unidos, país en el que jugó para el Dibba Al-Hisn S. C. y el Khor Fakkan Club.

## Clubes
| Club                         | País     | Año       | Partidos | Goles |
| ---------------------------- | -------- | --------- | -------- | ----- |
| Atlético de Madrid "B"       | España   | 2014-2016 | 64       | 5     |
| Extremadura U. D. (cedido)   | España   | 2016-2017 | 35       | 11    |
| Granada C. F. (cedido)       | España   | 2017-2018 | 38       | 5     |
| 1. FSV Mainz 05              | Alemania | 2018-2021 | 70       | 4     |
| Olympiacos de El Pireo       | Grecia   | 2021-2023 | 39       | 0     |
| VfL Bochum (cedido)          | Alemania | 2023      | 13       | 1     |
| Atromitos de Atenas (cedido) | Grecia   | 2023-2024 | 30       | 0     |
| Dibba Al-Hisn S. C.          | EAU      | 2024-2025 | 25       | 7     |
| Khor Fakkan Club             | EAU      | 2025-     |          |       |

## Palmarés

### Títulos nacionales
| Título              | Club             | País   | Año  |
| ------------------- | ---------------- | ------ | ---- |
| Superliga de Grecia | Olympiacos F. C. | Grecia | 2022 |